# 室田武
室田 武（むろた たけし、1943年10月8日 - 2019年5月8日）は、日本の経済学者・エコロジスト。同志社大学名誉教授。一橋大学教授・同志社大学教授を歴任。専門は理論経済学。
はじめエントロピー理論を研究し、栗本慎一郎に称賛されたが、その後反原発運動に加わり、エコロジストとして活動し、コモンズ理論を唱えていた。

## 来歴
- 1943年 群馬県高崎市生まれ
- 1962年 栃木県立足利高等学校卒
- 1967年 京都大学理学部物理学科卒
- 1969年 大阪大学大学院経済学研究科修士課程修了
- 1973年 イリノイ大学経済学部専任講師
- 1975年 國學院大學経済学部専任講師
- 1976年 ミネソタ大学経済学博士号（Ph.D.）取得
- 1978年 一橋大学経済学部助教授
- 1987年 一橋大学経済学部教授
- 1996年 同志社大学大学院経済学研究科教授
- 2014年 同志社大学名誉教授
- 2019年 食道がんのため死去

## 著書

### 単著
- 『エネルギーとエントロピーの経済学：石油文明からの飛躍』（東洋経済新報社、1979年）
- 『原子力の経済学：くらしと水土を考える』（日本評論社、1981年／新版・1986年）
- 『水土の経済学：くらしを見つめる共生の思想』（紀伊国屋書店、1982年、のち福武文庫・1991年）
- 『水車の四季』（河野裕昭写真、日本評論社、1983年）
- 『君は、エントロピーを見たか?：地球生命の経済学』（創拓社、1983年、のち朝日文庫・1991年）
- 『雑木林の経済学』（樹心社、1985年）
- 『技術のエントロピー：水車からの発想-自然エネルギーだけが人類を救う』（PHP研究所、1985年）
- 『マイナス成長の経済学』（農山漁村文化協会、1987年）
- 『天動説の経済学：日常生活を熱学的に考える』（ダイヤモンド社、1988年）
- 『水土蘇生：脱原発社会をめざして』（冬樹社、1989年）
- 『電力自由化の経済学』（宝島社、1993年）
- 『原発の経済学』（朝日新聞社、1993年）
- 『地球環境の経済学』（実務教育出版、1995年）
- 『物質循環のエコロジー』（晃洋書房、2001年）
- 『地域・並行通貨の経済学：一国一通貨制を超えて』（東洋経済新報社、2004年）
- 『エネルギー経済とエコロジー』（晃洋書房、2006年）

### 共著
- （西村和雄）『ミクロ経済学・入門』（JICC出版局、1990年（三日間の経済学））
- （赤星たみこ）『赤星たみこ、「わたしは趣味のエコロジスト」』（メディアファクトリー、1993年）
- （坂上雅治・三俣学・泉留維）『環境経済学の新世紀』（中央経済社、2003年）
- （三俣学）『入会林野とコモンズ 持続可能な共有の森』（日本評論社、2004年）
- （泉留維・三俣学・和田喜彦）『テキストブック環境と公害：経済至上主義から命を育む経済へ』（日本評論社、2007年）
- （倉阪秀史・小林久・島谷幸宏・山下輝和・藤本穣彦・三浦秀一・諸富徹）『コミュニティ・エネルギー：小水力発電、森林バイオマスを中心に』(農山漁村文化協会、2013年）

### 編著
- 『グローバル時代のローカル・コモンズ』（ミネルヴァ書房、2009年）

### 共編著
- Environmental economics : the analysis of a major interface, co-edited with Gonzague Pillet (Roland Leimgruber, 1987)
- （多辺田政弘・槌田敦）『循環の経済学：持続可能な社会の条件』（学陽書房、1995年）
- （細田衛士）『循環型社会の制度と政策』（岩波書店、2003年（岩波講座環境経済・政策学 第7巻））
- （三俣学・森元早苗）『コモンズ研究のフロンティア：山野海川の共的世界』（東京大学出版会、2008年）
- （エントロピー学会編、広瀬隆・井野博満・後藤政志・黒田光太郎・崎山比早子・福本敬夫・山田國廣・菅井益郎・三輪大介共著）『原発廃炉に向けて: 福島原発同時多発事故の原因と影響を総合的に考える』（日本評論社、2011年）
- Local commons and democratic environmental governance, co-edited with Ken Takeshita (United Nations University Press, 2013)

### 翻訳
- ニコラス・ジョージェスク・レーゲン『経済学の神話：エネルギー,資源,環境に関する真実』（小出厚之助・鹿島信吾との共訳、東洋経済新報社、1981年）